# Gennadi Gagulija

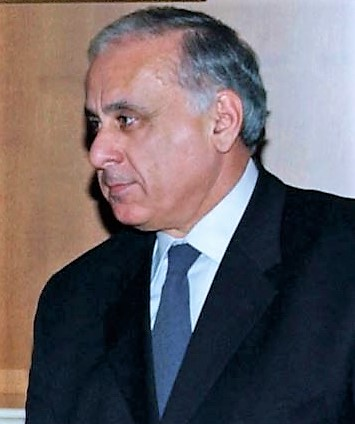
Gennadi Gagulija, 2003 in Sotschi

Gennadi Leonidowitsch Gagulija (russisch Геннадий Леонидович Гагулия, abchasisch Геннадии Леонид-иҧа Гагәлиа Gennadii Leonid-ipa Gagwlia; * 4. Januar 1948 in Lychny bei Gudauta, Abchasische ASSR, Georgische SSR, Sowjetunion; † 8. September 2018 nahe Mysra/Miussera, Republik Abchasien, Georgien)
war ein abchasischer Politiker. Von 1995 bis 1997, 2002 bis 2003 und ab April 2018 bis zu seinem Tod war er Premierminister der international kaum anerkannten Republik Abchasien.

## Leben
Gennadi Gagulija studierte von 1966 bis 1972 an der Fakultät für Bauwesen der Belarussischen Technischen Universität in Minsk und war von Beruf Bauingenieur. Von 1972 bis 1974 arbeitete er im Betrieb Pizundastroi in Gudauta. Danach war er als Chefingenieur in einem anderen Baubetrieb tätig. Ab 1977 war er stellvertretender Direktor eines Gastronomiebetriebes am Riza-See. 1991 begann Gagulija seine politische Tätigkeit als Vorsitzender des staatlichen Komitees für Außenhandel beim Ministerrat der Abchasischen ASSR. Ab November 1992 war er stellvertretender Ministerratsvorsitzender der Republik Abchasien und von 1995 bis 1997 erstmals Regierungschef. Nach seinem Rücktritt, für den er gesundheitliche Gründe angegeben hatte, war er u. a. Mitarbeiter eines Abgeordneten der Russischen Staatsduma sowie Vorsitzender der abchasischen Industrie- und Handelskammer. Von 2002 bis 2003 war er erneut Premierminister Abchasiens und danach Chef des abchasischen Präsidialamts. Im Juni 2004 trat er von diesem Amt zurück. Als Grund wurden Differenzen zwischen ihm und dem damaligen Präsidenten Wladislaw Ardsinba über dessen Nachfolge angenommen. Gagulija war zuletzt wieder Chef der Industrie- und Handelskammer.
Das Innenministerium Abchasiens meldete, dass Gagulija am Abend des 8. September 2018 bei einem Verkehrsunfall starb. Sein Auto war mit einem anderen Wagen zusammengestoßen. Gagulija erlitt einen Schädelbasisbruch und starb auf dem Weg zum Krankenhaus. Gagulijas Fahrer und Leibwächter wurden nur leicht verletzt und durften am nächsten Tag das Krankenhaus verlassen. In der Autokolonne fuhr auch ein Wagen mit Präsident Raul Chadschimba. Der wurde nach Angaben der Republik nicht verletzt.